# Victor Louis Cuguen
Victor Louis Cuguen, né à Pontorson le 24 août 1882 et mort à Toulon le 25 juillet 1969, est un peintre français.

## Biographie
Fils de cheminots, il va peindre sa région natale entre Pontorson, le Mont Saint Michel, de la Normandie à la Bretagne.
Professeur de dessin au lycée de Toulon, il expose au Salon des indépendants à partir de 1923 et aux Salons des artistes Normands et Salons des artistes français dès 1925 ainsi que dans diverses galeries parisiennes et de Province. Il se fait connaître par son utilisation exclusive du couteau à palette.
Ses œuvres sont conservées au Musée des Beaux-Arts de Saint-Lô. 

## Œuvres[2]
- Les Martigues
- Marché aux fleurs de Toulon (dédié à Sándor Ferenczi)
- À la fontaine (Corse)
- Le Marché de Pontorson (collection privée)